# Yekatit 12 adebabay
Yekatit 12 adebabay (amharique: የካቲት ፲፪ አደባባይ, français : « Place du 12 Yekatit ») est une place d'Addis-Abeba, capitale de l'Éthiopie, au centre duquel se dresse le monument du 12 Yekatit en mémoire des victimes du massacre de Graziani durant l'Occupation italienne.

Il se trouve au milieu d'un rond-point au croisement de la rue de Russie, l'avenue Entoto, la rue King George et la rue Weatheral.

Le square, ainsi que le quartier autour, est appelé par les habitants "Siddist Kilo".

Le Miyazya 27 adebabay se trouve à proximité en continuant vers le sud sur la rue King George. On accède, vers le nord, au campus de l'université d'Addis-Abeba.